# Coda

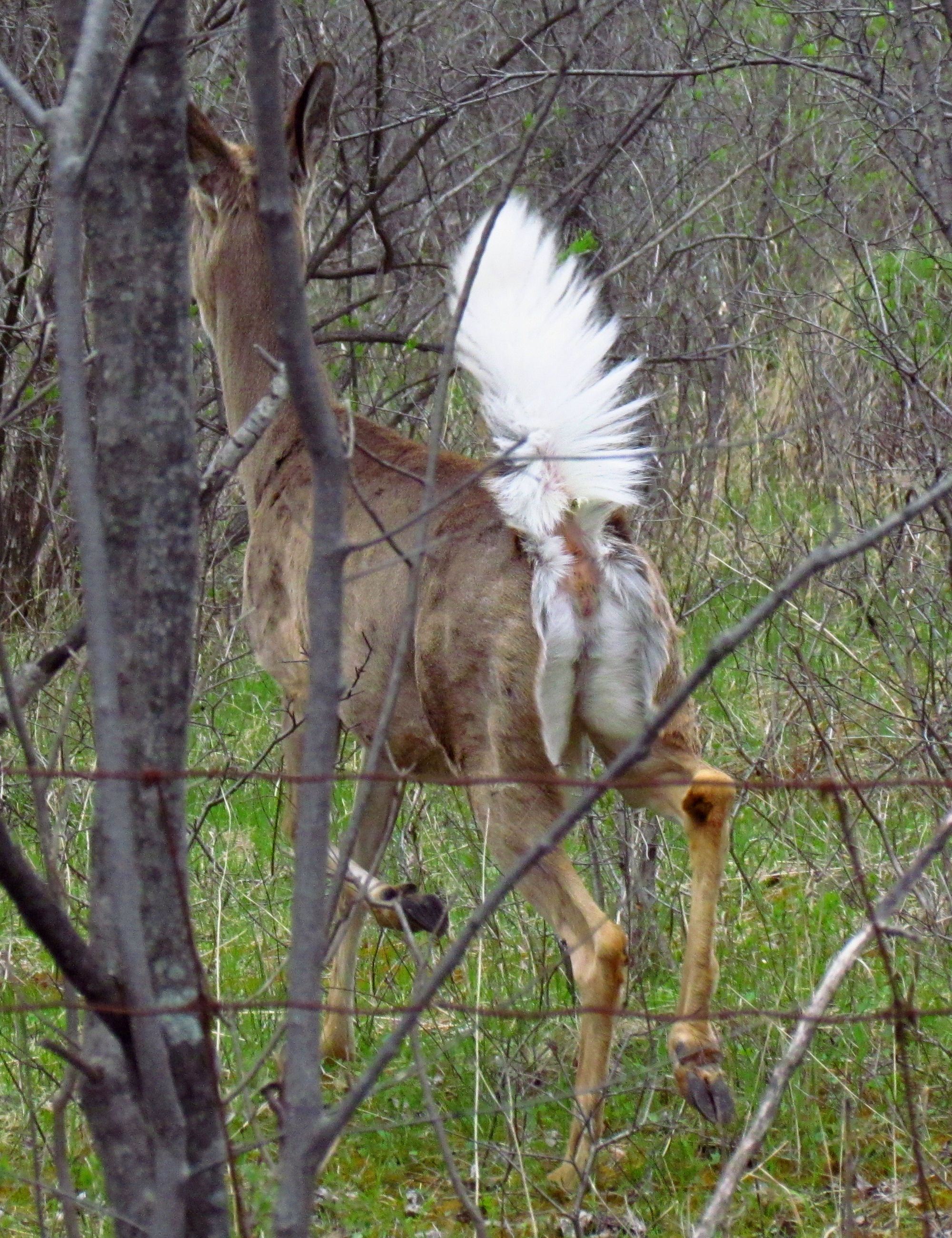
La coda di un cervo dalla coda bianca (Odocoileus virginianus)

La coda è la sezione posta alla fine del corpo di un animale; in genere, il termine si riferisce ad un'appendice del torso flessibile e distinta. È la parte del corpo che corrisponde approssimativamente all'osso sacro e al coccige dei mammiferi e degli uccelli. Sebbene la coda sia principalmente una prerogativa dei vertebrati, alcuni invertebrati, come gli scorpioni e i collemboli, hanno appendici simili a code.

## Funzione

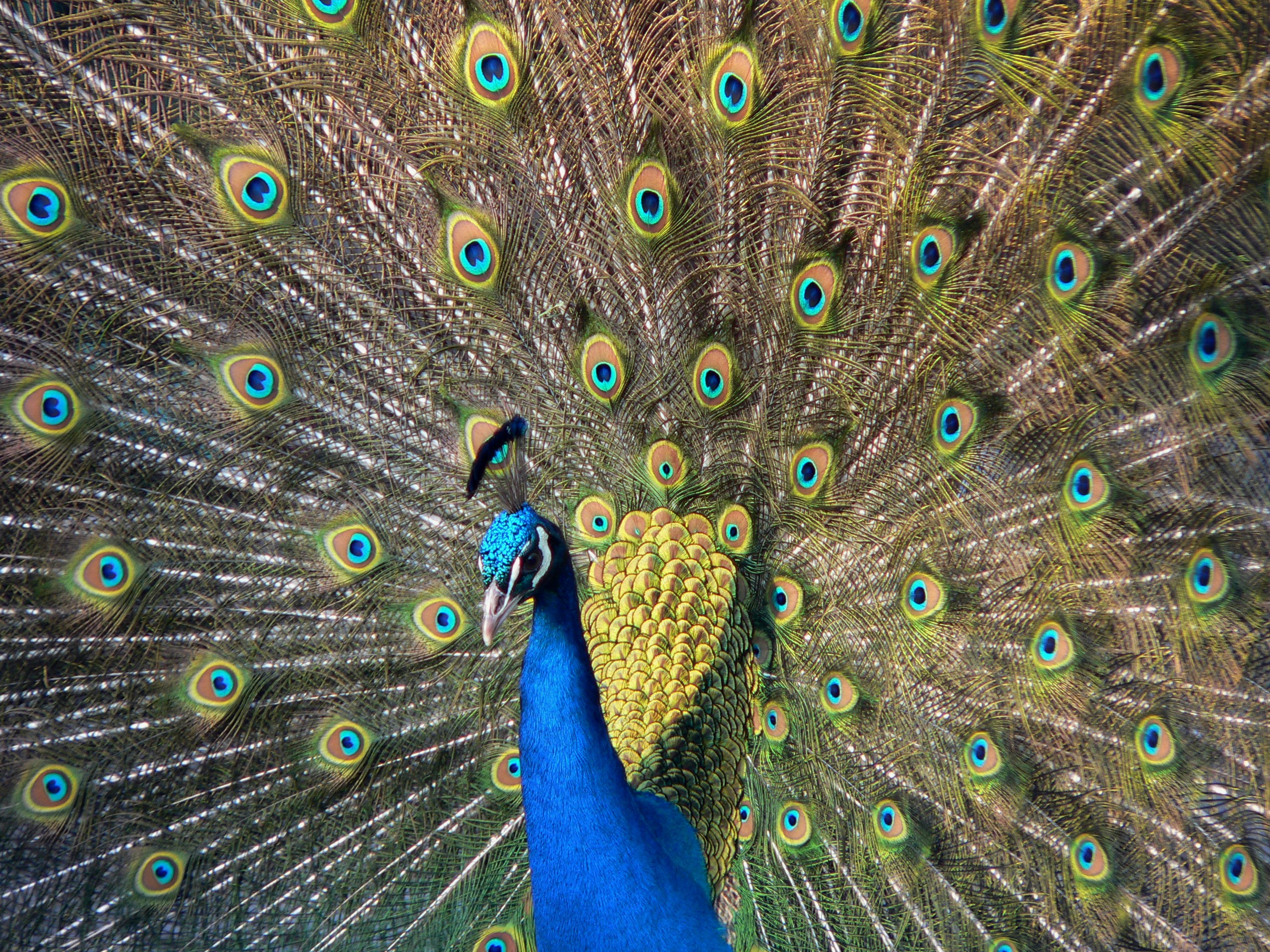
Pavone in fase di corteggiamento

Gli animali utilizzano la propria coda in modi differenti. Essa fornisce un mezzo di locomozione per i pesci e per altre forme di vita marine. Molti animali di terra usano la propria coda per scacciare mosche e altri insetti che mordono. Alcune specie, inclusi i gatti e i canguri, usano la propria coda per mantenere l'equilibrio mentre altri, come le scimmie del Nuovo Mondo e gli opossum, usano la propria coda prensile per afferrare i rami degli alberi.
La coda viene anche usata per mandare segnali ad uso sociale. Alcune specie di cervi mostrano ripetutamente la parte bianca che si trova sotto la propria coda per avvertire i cervi circostanti del possibile pericolo, i canidi (inclusi i cani domestici) mostrano le proprie emozioni attraverso la posizione della coda. In alcune specie l'evoluzione ha portato (specie negli erbivori) allo sviluppo di code corazzate o aventi protuberanze ossee appuntite, in grado di difendere l'animale da eventuali attacchi, come nel caso dello Stegosaurus e dell'Ankylosaurus e alcune, come quelle degli scorpioni, contenenti veleno.
Alcune specie di lucertole in situazioni di pericolo possono staccare la coda dal corpo per autotomia. Questo permette loro di fuggire dai predatori, che rimangono alle prese con la coda che continua a contorcersi o che si accontentano della sola coda. La coda persa in queste situazioni in genere ricresce, anche se tipicamente di colore più scuro rispetto alla coda originale
La coda della maggior parte degli uccelli termina con lunghe piume dette penne timoniere. Queste penne vengono usate come un timone, aiutando l'uccello a muoversi durante il volo; esse inoltre aiutano l'uccello a mantenere l'equilibrio mentre è arrampicato. In alcune specie, come gli uccelli del paradiso, i Menuridae (dell'ordine dei passeriformi) e i pavoni, piume della coda modificate giocano un importante ruolo nelle esibizioni a scopo di corteggiamento. Le piume assai rigide di altre specie, come i picchi e i Dendrocolaptidae (dell'ordine dei passeriformi), permettono a questi volatili di mantenersi fermamente ai tronchi degli alberi. 

## La coda nell'uomo
Gli embrioni umani hanno una coda che misura circa un sesto della dimensione dell'embrione stesso. Con il successivo sviluppo dell'embrione in feto, la coda viene assorbita dal corpo. Questa temporanea coda è quindi una struttura vestigiale dell'uomo. Più precisamente, gli uomini hanno un osso della coda, il coccige, unito al bacino nello stesso punto dove altri mammiferi hanno la coda. L'osso della coda è formato da vertebre fuse, solitamente quattro, al di sotto della colonna vertebrale. Esso non sporge esternamente ma ha uno scopo anatomico: fornisce un'inserzione per muscoli come il grande gluteo (gluteus maximus).
Raramente capita che nascano bambini (finora sono stati registrati 40 casi) con una "coda morbida", non contenente vertebre ma solo vasi sanguigni, muscoli e nervi, sebbene ci siano stati pochissimi casi documentati di code contenenti cartilagine o fino a cinque vertebre. Tali appendici sono state storicamente classificate come code «vestigiali», cioè una forma abbozzata di una coda ancestrale umana, oggi del tutto scomparsa, che qualche volta affiorerebbe in alcuni individui. Tuttavia, dopo attente considerazioni, oggi i medici sono portati a considerare tali appendici come un serio disturbo della crescita dell'embrione, cagionato da fattori concomitanti di tipo genetico e ambientale: i bambini nati con la coda tendono ad avere difetti neurologici e pertanto la presenza della coda non è più considerata come una forma benigna, perché possono essere associate a un disrafismo spinale. Infatti, nella metà dei casi registrati si è evidenziata la presenza di disturbi associati a meningocele o spina bifida occulta.
La più lunga coda umana nota è stata quella di un ragazzo di dodici anni, vissuto nell'allora Indocina francese, che misurava 22,9 cm. 
Un uomo chiamato Chandre Oram, nato in India, è famoso per la sua coda di 33 cm, ma più che di una vera e propria coda è plausibile si tratti di un caso di spina bifida.

### I due tipi di code
Sono stati documentati due diversi tipi di coda, presenti in alcuni casi estremamente rari, in bambini al momento della nascita:
- Una forma di coda che non contiene ossa, cartilagine o midollo spinale: ha una struttura carnosa e morbida ed alcuni studiosi la consideravano un residuo benigno di quello che un tempo era una coda a tutti gli effetti; tesi oggi non più condivisa per la presenza di difetti neurologici nel nascituro affetto dalla presenza di questo tipo di coda.
- Una escrescenza dal coccige, che qualche volta presenta delle ossa ed è nota come «pseudocoda»: già da diverso tempo la pseudocoda è stato osservata essere legata a difetti della nascita, tanto da non farla ritenere benigna.

Entrambe le rare appendici derivano da un disturbo che porta alla fusione incompleta della colonna vertebrale, nota come disrafismo spinale. Pertanto la comparsa di tale appendice, non ha nulla a che vedere con un'improvvisa comparsa della coda ancestrale umana, ma costituisce un serio disturbo della crescita dell’embrione, cagionato da fattori concomitanti di tipo genetico e ambientale. In un processo ordinario, infatti, quando un embrione umano raggiunge circa cinque settimane di sviluppo, si forma una coda, che entro l’ottava settimana di sviluppo, viene riassorbita nel corpo dell’embrione, mentre qualora la coda permanga fino alla nascita, è un chiaro indizio indicante la presenza di un difetto congenito.